# Merinthopodium
Merinthopodium je biljni rod krumpirovki smješten u tribus Solandreae, dio potporodice Solanoideae. Pripada mu 3 vrste epifita rasprostranjenih od Srednje Amerike do Venezuele i Kolumbije.
Rod je opisan u Botanical Gazette 23(1): 11–12. 1897.

## Vrste
1. Merinthopodium neuranthum Donn.Sm.
2. Merinthopodium pendulum (Cuatrec.) Hunz.
3. Merinthopodium vogelii (Cuatrec.) Castillo & R.E.Schult.